# Il mio migliore amico
Il mio migliore amico (Mon meilleur ami) è un film del 2006 diretto da Patrice Leconte.

## Trama
François è un mercante d'arte di successo. Durante una cena fra colleghi, la sua socia, Catherine, lo accusa di non avere alcun amico a causa del suo egoismo e della sua freddezza.
Ferito nell'orgoglio, François promette che entro dieci giorni presenterà loro il suo migliore amico e inizia a cercare tra le sue conoscenze. Ben presto si rende conto che tutte le persone che conosce lo considerano un individuo calcolatore e senza scrupoli. Per caso incontra Bruno, un autista di taxi dal carattere semplice ed estroverso, appassionato di giochi a quiz, che lo aiuta nella sua ricerca. François decide di far passare Bruno come suo migliore amico per non perdere la faccia davanti ai suoi colleghi, ma si lascia vincere dalla semplicità e spontaneità di Bruno che instaura con lui un rapporto speciale.
I due iniziano a frequentarsi e a confidarsi: François conosce anche i genitori di Bruno e fa loro un favore acquistando un loro vecchio tavolo senza valore (gesto che però lascia perplesso Bruno, poiché dimostra che François crede di poter comprare l'affetto delle persone). Bruno inoltre riesce a instaurare un dialogo con la figlia di François, adolescente disincantata e chiusa con il padre.
Anche se ormai apprezza l'amicizia di Bruno, François non può fare a meno di portare avanti la scommessa e per dimostrare a sé stesso e agli altri di avere un amico, lo costringe a una prova che solo un vero amico potrebbe superare: rubare un prezioso vaso in casa sua, per fargli riscuotere l'assicurazione. Bruno si accinge al furto: ma trova tutti i conoscenti di François ad attenderlo, nascosti in casa. François è raggiante e non capisce lo sgomento di Bruno e di Catherine, delusi dal suo opportunismo. Bruno rompe il prezioso vaso e va via.
Nei giorni successivi Bruno sparisce, così François va a cercarlo invano a casa dei suoi genitori, i quali gli spiegano che il figlio non ha mai superato la delusione di aver scoperto che sua moglie l'ha tradito con il loro vicino di casa, il migliore amico di Bruno fin dall'infanzia. Amareggiato, François fa in modo che Bruno possa coronare il suo sogno, quello di partecipare a un quiz televisivo. Invitato come concorrente a Chi vuol essere milionario? e giunto trionfalmente alla domanda finale, il cui argomento è la storia dell'arte, Bruno si persuade a chiamare l'ex amico, che gli dà facilmente la risposta corretta e gli permette di vincere. La telefonata però non basta a riavvicinarli. Un anno dopo, François festeggia il suo compleanno, stavolta  circondato da amici e persone care, quando al ristorante arriva inaspettatamente Bruno, il quale finalmente ha perdonato l'amico.